# Worship Him
Worship Him – pierwszy studyjny album szwajcarskiego zespołu Samael wydany 1 kwietnia 1991 r. przez wytwórnię Osmose Productions. Vorphalack i Xytraguptor (ówczesne psudonimy Vorpha i Xy) zadedykowali tę płytę pamięci swojego ojca, zmarłego w 1987 r.
Płyta została wydana ponownie w 1994 r., wchodząc razem z Blood Ritual w skład box-setu 1987-1992.
Druga reedycja ukazała się nakładem Century Media w 2005 i zawierała dodatkowo 9 utworów: Manitou (Venom cover) oraz 8 nagrań koncertowych utworów z Worship Him i Blood Ritual.

## Lista utworów
1. „Sleep Of Death” – 3:44
2. „Worship Him” – 6:30
3. „Knowledge Of The Ancient Kingdom” – 5:05
4. „Morbid Metal” – 4:55
5. „Rite Of Cthulhu” – 2:02
6. „The Black Face” – 3:30
7. „Into The Pentagram” – 6:47
8. „Messenger Of The Light” – 2:42
9. „Last Benediction” – 1:23
10. „The Dark” – 4:29

## Twórcy
- Vorphalack - gitara, wokal;
- Masmiseim - gitara basowa;
- Xytraguptor - perkusja, instrumenty klawiszowe.

Autorem tekstów i muzyki jest Vorphalack (z wyjątkiem „Last Benediction” i „Worship Him”, do których muzykę napisał Xytraguptor).